# Söğütalan, Ergani
Söğütalan là một xã thuộc huyện Ergani, tỉnh Diyarbakır, Thổ Nhĩ Kỳ. Dân số thời điểm năm 2008 là 171 người.